# Anisophylleaceae
Anisophylleaceae is een botanische naam, voor een familie van tweezaadlobbige planten. Een familie onder deze naam wordt eigenlijk maar zelden erkend door systemen van plantentaxonomie, maar wel door het APG-systeem (1998) en het APG II-systeem (2003). Het gaat om een kleine familie van een paar dozijn soorten struiken en bomen.
In de meeste systemen zijn deze planten ingedeeld bij de familie Rhizophoraceae.
In het Cronquist-systeem (1981) is de plaatsing in de orde Rosales.

## Geslachten[1]
- Anisophyllea R.Br. ex Sabine
- Combretocarpus Hook.f.
- Poga Pierre
- Polygonanthus Ducke